# Roger Bernardo
- | Informações pessoais                                                                                                | Informações pessoais                                                                                                                                                                                                                                                               | Informações pessoais                                                                                                                                                                               |
| --- | --- | --- |
| Nome completo | Roger de Oliveira Bernardo | Roger de Oliveira Bernardo |
| Data de nascimento                                                                                                  | 10 de agosto de 1985 (39 anos) | 10 de agosto de 1985 (39 anos) |
| Local de nascimento                                                                                                 | Rio Claro, São Paulo, Brasil | Rio Claro, São Paulo, Brasil |
| Nacionalidade | brasileiro | brasileiro |
| Altura | 1,85 m | 1,85 m |
| Pé | destro | destro |
| Informações profissionais                                                                                           | | |
| Clube atual | Rio Claro | Rio Claro |
| Posição | volante e zagueiro | volante e zagueiro |
| Clubes de juventude                                                                                                 | | |
| 2000–2003 2004 | União São João Arminia Bielefeld | União São João Arminia Bielefeld |
| Clubes profissionais2                                                                                               | | |
| Anos | Clubes | Jogos e gol(o)s |
| 2004–2008 2004 2006 2007 2008 2008–2009 2009–2012 2012–2017 2017–2018 2018–2019 2019 2019–2020 2020 2021 2022 2023– | Palmeiras → Santo André (emp.) → América-SP (emp.) → Ponte Preta (emp.) → Juventude (emp.) → Guarani (emp.) Figueirense Energie Cottbus Ingolstadt Atlético Mineiro Hapoel Tel Aviv Villa Nova Rio Claro → Inter de Limeira (emp.) Ferroviária São José-SP Metropolitano Rio Claro | 0025 0000(0) 0001 0000(0) 0015 0000(1) 0012 0000(2) 0068 0000(1) 0154 0000(2) 0012 0000(0) 0005 0000(0) 0003 0000(0) 0040 0000(3) 0017 0000(0) 0002 0000(0) 0019 0000(0) 0008 0000(0) 0000 0000(0) |
| 2 Partidas e gols totais pelos clubes, atualizadas até 15 de novembro de 2017.                                      | | |

Roger de Oliveira Bernardo, mais conhecido como Roger ou Roger Bernardo (Rio Claro, 10 de agosto de 1985), é um futebolista brasileiro que joga como volante e zagueiro. Atualmente, defende a Internacional de Bebedouro.

## Carreira
Nascido em Rio Claro, São Paulo, Roger começou nas categorias de base do União São João, onde permaneceu por três anos. Então, aos 18 anos, mudou-se do Brasil para a Alemanha para defender o Arminia Bielefeld, da segunda divisão nacional. A passagem pela Alemanha durou apenas seis meses e, após retornar ao Brasil, Roger foi contratado pelo Palmeiras. Durante seus quatro anos no clube, disputou 24 partidas, 20 delas pelo Campeonato Brasileiro. Roger passou, durante este período, por uma série de empréstimos a Santo André, América-SP, Ponte Preta, Juventude e Guarani, antes de ser vendido para o Figueirense em 2008, onde ficou por um ano.
No verão de 2009, Roger voltou para a Alemanha, desta vez para se juntar ao Energie Cottbus. Após uma primeira temporada prejudicada por lesões, conseguiu se estabelecer no time. Disputou 68 partidas durante seus três anos no clube, marcando um gol.
No início da temporada 2012-13, Roger se transferiu para o Ingolstadt. Em cinco anos no clube, disputou 154 partidas e marcou dois gols, além de ser peça fundamental na equipe que conquistou o título da 2. Bundesliga em 2015 e o acesso inédito à Bundesliga.
Em janeiro de 2017, o Atlético Mineiro anunciou a contratação de Roger junto ao Ingolstadt e ele se juntou ao clube em junho, após o fim da temporada europeia. Em 9 de maio de 2018, Roger rescindiu seu contrato com o Atlético.
Em 12 de junho de 2018, o Hapoel Tel Aviv FC anunciu Roger como seu mais novo reforço.
Foi contratado em 11 de janeiro de 2019 pelo Villa Nova-MG, tradicional clube do futebol mineiro. 

## Títulos
Ingolstadt
- 2. Bundesliga: 2014–15